# Monte Carlo Masters 2018 - Qualificazioni singolare
Le qualificazioni del singolare del Monte Carlo Masters 2018 sono state un torneo di tennis preliminare per accedere alla fase finale della manifestazione. I vincitori dell'ultimo turno sono entrati di diritto nel tabellone principale. In caso di ritiro di uno o più giocatori aventi diritto a questi sono subentrati i lucky loser, ossia i giocatori che hanno perso nell'ultimo turno, ma che avevano una classifica più alta rispetto agli altri partecipanti che avevano comunque perso nel turno finale.

## Teste di serie
1. Andreas Seppi (qualificato)
2. Guillermo García López (ultimo turno, lucky loser)
3. Viktor Troicki (primo turno)
4. Stefanos Tsitsipas (qualificato)
5. Maximilian Marterer (primo turno)
6. Florian Mayer (ultimo turno, lucky loser)
7. Federico Delbonis (primo turno)

1. Roberto Carballés Baena (primo turno)
2. Pierre-Hugues Herbert (qualificato)
3. Jérémy Chardy (qualificato)
4. Denis Istomin (primo turno)
5. Dušan Lajović (qualificato)
6. Michail Kukuškin (ultimo turno)
7. Mirza Bašić (ultimo turno, lucky loser)

## Qualificati
1. Andreas Seppi
2. Marco Cecchinato
3. Dušan Lajović
4. Stefanos Tsitsipas

1. Pierre-Hugues Herbert
2. Il'ja Ivaška
3. Jérémy Chardy

### Lucky loser
1. Florian Mayer
2. Mirza Bašić

1. Guillermo García López

## Tabellone

### Legenda
| - Q = Qualificato - WC = Wild card - LL = Lucky loser | - ALT = Alternate - SE = Special Exempt - PR = Protected Ranking | - w/o = Walkover - r = Ritirato - d = Squalificato |

### Sezione 1
|  | Primo turno | Primo turno       | Primo turno       | Primo turno | Primo turno |  |  | Secondo turno | Secondo turno     | Secondo turno     | Secondo turno | Secondo turno |  |
|  |             |                   |                   |             |             |  |  |               |                   |                   |               |               |  |
|  | 1           | Andreas Seppi     | Andreas Seppi     | 6           | 7           |  |  |               |                   |                   |               |               |  |
|  |             | Alex de Minaur    | Alex de Minaur    | 4           | 5           |  |  | 1             | Andreas Seppi     | Andreas Seppi     | 6             | 6             |  |
|  |             | Marcel Granollers | Marcel Granollers | 6           | 6           |  |  |               | Marcel Granollers | Marcel Granollers | 3             | 3             |  |
|  | 11          | Denis Istomin     | Denis Istomin     | 2           | 3           |  |  |               |                   |                   |               |               |  |

### Sezione 2
|  | Primo turno | Primo turno            | Primo turno            | Primo turno | Primo turno |  |  | Secondo turno | Secondo turno          | Secondo turno          | Secondo turno | Secondo turno |  |
|  |             |                        |                        |             |             |  |  |               |                        |                        |               |               |  |
|  | 2           | Guillermo García López | Guillermo García López | 6           | 6           |  |  |               |                        |                        |               |               |  |
|  |             | Lorenzo Sonego         | Lorenzo Sonego         | 4           | 3           |  |  | 2             | Guillermo García López | Guillermo García López | 4             | 2             |  |
|  |             | Marco Cecchinato       | Marco Cecchinato       | 6           | 6           |  |  |               | Marco Cecchinato       | Marco Cecchinato       | 6             | 6             |  |
|  | 13          | Michail Kukuškin       | Michail Kukuškin       | 3           | 4           |  |  |               |                        |                        |               |               |  |

### Sezione 3
|  | Primo turno | Primo turno         | Primo turno         | Primo turno | Primo turno |  |  | Secondo turno | Secondo turno       | Secondo turno       | Secondo turno | Secondo turno |  |
|  |             |                     |                     |             |             |  |  |               |                     |                     |               |               |  |
|  | 3           | Viktor Troicki      | Viktor Troicki      | 1           | 3           |  |  |               |                     |                     |               |               |  |
|  |             | Serhij Stachovs'kyj | Serhij Stachovs'kyj | 6           | 6           |  |  |               | Serhij Stachovs'kyj | Serhij Stachovs'kyj | 4             | 4             |  |
|  | WC          | Hugo Nys            | Hugo Nys            | 2           | 4           |  |  | 12            | Dušan Lajović       | Dušan Lajović       | 6             | 6             |  |
|  | 12          | Dušan Lajović       | Dušan Lajović       | 6           | 6           |  |  |               |                     |                     |               |               |  |

### Sezione 4
|  | Primo turno | Primo turno        | Primo turno        | Primo turno | Primo turno |  |  | Secondo turno | Secondo turno      | Secondo turno      | Secondo turno | Secondo turno |  |
|  |             |                    |                    |             |             |  |  |               |                    |                    |               |               |  |
|  | 4           | Stefanos Tsitsipas | Stefanos Tsitsipas | 6           | 6           |  |  |               |                    |                    |               |               |  |
|  | WC          | Florent Diep       | Florent Diep       | 3           | 2           |  |  | 4             | Stefanos Tsitsipas | Stefanos Tsitsipas | 6             | 6             |  |
|  | WC          | Amaury Delmas      | Amaury Delmas      | 4           | 0           |  |  | 14            | Mirza Bašić        | Mirza Bašić        | 1             | 4             |  |
|  | 14          | Mirza Bašić        | Mirza Bašić        | 6           | 6           |  |  |               |                    |                    |               |               |  |

### Sezione 5
|  | Primo turno | Primo turno           | Primo turno | Primo turno | Primo turno |  |  | Secondo turno | Secondo turno         | Secondo turno         | Secondo turno | Secondo turno |  |
|  |             |                       |             |             |             |  |  |               |                       |                       |               |               |  |
|  | 5           | Maximilian Marterer   | 1           | 6           | 3           |  |  |               |                       |                       |               |               |  |
|  |             | Andrej Martin         | 6           | 3           | 6           |  |  |               | Andrej Martin         | Andrej Martin         | 3             | 3             |  |
|  |             | Stefano Travaglia     | 5           | 7           | 64          |  |  | 9             | Pierre-Hugues Herbert | Pierre-Hugues Herbert | 6             | 6             |  |
|  | 9           | Pierre-Hugues Herbert | 7           | 63          | 7           |  |  |               |                       |                       |               |               |  |

### Sezione 6
|  | Primo turno | Primo turno             | Primo turno   | Primo turno | Primo turno |  |  | Secondo turno | Secondo turno | Secondo turno | Secondo turno | Secondo turno |  |
|  |             |                         |               |             |             |  |  |               |               |               |               |               |  |
|  | 6           | Florian Mayer           | Florian Mayer | 6           | 7           |  |  |               |               |               |               |               |  |
|  |             | Tommy Robredo           | Tommy Robredo | 2           | 5           |  |  | 6             | Florian Mayer | Florian Mayer | 5             | 0             |  |
|  |             | Il'ja Ivaška            | 3             | 6           | 6           |  |  |               | Il'ja Ivaška  | Il'ja Ivaška  | 7             | 6             |  |
|  | 8           | Roberto Carballés Baena | 6             | 4           | 3           |  |  |               |               |               |               |               |  |

### Sezione 7
|  | Primo turno | Primo turno       | Primo turno       | Primo turno | Primo turno |  |  | Secondo turno | Secondo turno | Secondo turno | Secondo turno | Secondo turno |  |
|  |             |                   |                   |             |             |  |  |               |               |               |               |               |  |
|  | 7           | Federico Delbonis | Federico Delbonis | 4           | 3           |  |  |               |               |               |               |               |  |
|  |             | Nicolas Mahut     | Nicolas Mahut     | 6           | 6           |  |  |               | Nicolas Mahut | Nicolas Mahut | 4             | 1             |  |
|  | WC          | Romain Arneodo    | Romain Arneodo    | 3           | 2           |  |  | 10            | Jérémy Chardy | Jérémy Chardy | 6             | 6             |  |
|  | 10          | Jérémy Chardy     | Jérémy Chardy     | 6           | 6           |  |  |               |               |               |               |               |  |